# Лоті Кобалія
Вахтанг (Лоті) Кобалія (груз. ვახტანგ [ლოთი] ქობალია ; рід. 1950) — грузинський польовий командир, звіадист, один з відомих учасників громадянської війни в Грузії.

## Біографія
Народився 1950 року. У 1980-х працював водієм тролейбуса у Зугдіді.
На початку 1990-х років командував зугдідським батальйоном Національної гвардії Грузії, після військового перевороту в січні 1992 року, в результаті якого був повалений президент Звіад Гамсахурдія, брав участь у озброєній боротьбі проти нової влади на чолі з Едуаром Шеварднадзе.
Брав участь у війні в Абхазії, влітку 1993 звіадистські збройні формування під командуванням Лоті Кобалії зайняли ряд міст у Західній Грузії, в тому числі Зугдіді. У вересні 1993 року до Західної Грузії, яка під контролем звіадистів, повернувся Звіад Гамсахурдія, який очолив у Зугдіді «Уряд у вигнанні», поставивши за мету відновлення законної влади в країні. У другій половині жовтня 1993 року під контролем звіадистів опинилися стратегічно важливі транспортні вузли Поті і Самтредіа, бої йшли недалеко від Кутаїсі, другого за чисельністю міста Грузії, озброєні формування під командуванням Кобалії вели наступ у напрямку Цхалтубо. Прокуратура Грузії видала ордери на арешт Гамсахурдії, Кобалії та їх прихильників. У цей час урядові війська почали контрнаступ і 6 листопада 1993 року заволоділи останнім оплотом звіадистів містом Зугдіді.
Після поразки звіадистів Кобалія залишив Грузію, проте навесні 1994 року був затриманий у Києві і був екстрадований до Грузії, де в 1996 році був засуджений до страти, згодом смертна кара була замінена на 20 років позбавлення волі.
У ніч з 30 вересня на 1 жовтня 2000 року ряд звіадистів, у тому числі й Кобалія, втекли з в'язниці, проте через 10 днів були спіймані.
В 2004 помилований президентом Михайлом Саакашвілі. Після помилування зайнявся сільським господарством, обирався депутатом зугдідського сакребуло. У жовтні 2009 року Кобалія приєднався до опозиційної партії «Справедлива Грузія» на чолі з експрем'єр-міністр Грузії Зурабом Ногаїделі.